# 赫拉尔兹贝亨
赫拉尔兹贝亨（荷蘭語：Geraardsbergen，荷蘭語發音：[ˈɣeːraːrdzbɛrɣə(n)] ⓘ，法語發音：[ɡʁamɔ̃]）是比利时弗拉芒大區东佛兰德省阿爾斯特區的一座城市，位于登德尔地区，地处东佛兰德、埃诺、弗拉芒布拉班特三省交界处，通行荷蘭語，是弗拉芒社群的一部分，面积79.71平方千米，人口33,403人（2018年1月1日）。